# Aleksandr Krasnych
Aleksandr Władimirowicz Krasnych (ros. Александр Владимирович Красных; ur. 19 czerwca 1995 w Bugulmie) – rosyjski pływak specjalizujący się w stylu dowolnym, medalista mistrzostw świata na krótkim basenie, mistrz Europy (2020). 

## Kariera pływacka
W sierpniu 2014 roku zdobył srebrny medal na mistrzostwach Europy w Berlinie w sztafecie 4 × 200 m stylem dowolnym. Kilka miesięcy później płynął w eliminacjach w tej samej konkurencji podczas mistrzostw świata na krótkim basenie w Dosze. Otrzymał brąz po tym jak Rosjanie zajęli w finale trzecie miejsce.
Na mistrzostwach świata w Kazaniu w 2015 roku na dystansie 200 m stylem dowolnym uzyskał czas 1:46,88 i zajął siódme miejsce. W konkurencji 400 m kraulem uplasował się na 34. pozycji (3:51,93). Płynął również w sztafecie 4 × 200 m stylem dowolnym. Rosjanie w wyścigu finałowym znaleźli się tuż poza podium.
Podczas igrzysk olimpijskich w Rio de Janeiro w konkurencji 200 m kraulem z czasem 1:45,91 był ósmy. Na dystansie 400 m stylem dowolnym nie awansował do finału i uplasował się ostatecznie na 15. miejscu (3:47,39). Krasnych brał także udział w wyścigu sztafet 4 × 200 m stylem dowolnym, w którym reprezentanci Rosji zajęli piąte miejsce.
Na mistrzostwach świata na krótkim basenie w Windsorze zdobył trzy medale. W sztafecie kraulowej 4 × 200 m wywalczył złoto. Na dystansie 400 m stylem dowolnym został wicemistrzem świata, uzyskawszy czas 3:35,30. W konkurencji 200 m stylem dowolnym zdobył brązowy medal (1:41,95).
W 2017 roku podczas mistrzostw świata w Budapeszcie zdobył dwa medale. Krasnych wywalczył srebro, płynąc w sztafecie kraulowej 4 × 200 m oraz brąz na dystansie 200 m stylem dowolnym, uzyskawszy czas 1:45,23.